# SG Eintracht Wetzlar
Maillots
L'Eintracht Wetzlar (en français: Concorde Wetzlar, en allemand: Eintracht Wetzlar 1905 e.V.) est un club de football allemand basé à Wetzlar.

## Palmarès
- L'équipe de football de Wetzlar évolua au plus haut niveau national pendant 1 saison (Gauliga 1940/41).
- Hessenpokal (Coupe de Hesse de football) vainqueur: 1947, 1957

## Joueurs célèbres
- Nia Künzer (section féminine)